# Jules Supervielle

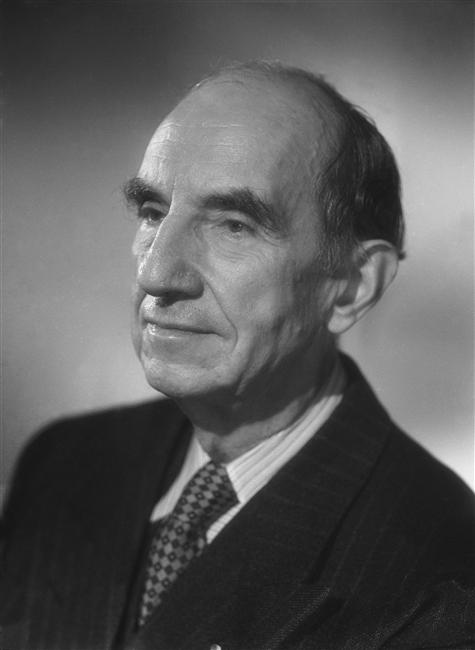
Jules Supervielle in 1948

Jules Supervielle (Montevideo, 16 januari 1884 – Parijs, 17 mei 1960) was een Frans-Uruguayaanse dichter en schrijver.

## Levensloop
In 1880 stichtte zijn oom Bernard Supervielle samen met diens vrouw Marie-Anne een bank in Montevideo. Hij riep zijn broer Jules bij zich als vennoot en die trouwde met Marie, de zus van Marie-Anne.
In 1884 werd hun zoon Jules junior geboren. Datzelfde jaar namen zijn ouders hem mee voor een bezoek aan hun geboorteland. Ze verbleven in Oloron-Sainte-Marie toen ze beiden stierven, waarschijnlijk als gevolg van een cholerabesmetting. Jules werd aanvankelijk door zijn grootmoeder opgevangen. In 1886 kwam zijn oom Bernard hem halen en voedde hem voortaan als zijn eigen zoon op in Montevideo.
In 1894 verhuisde Jules met zijn oom en tante naar Parijs, waar hij ging studeren. In 1898 ontdekte hij de poëzie van Alfred de Musset, Victor Hugo, Leconte de Lisle en Sully Prudhomme. Hij kwam ook in contact met de literaire avant-garde uit het begin van de 20e eeuw.

Hij begon toen zelf verzen te schrijven en publiceerde er in 1901 enkele onder de titel Brumes du passé.
Tijdens de zomers van 1901, 1902 en 1903 keerde hij naar Montevideo terug. Van 1902 tot 1906 studeerde hij aan de Universiteit van Parijs en behaalde het licentiaat in de letteren. Hij begon ook aan zijn dienstplicht, maar vanwege een zwakke gezondheid hield hij dit niet lang vol.
In 1907 keerde hij weer naar Montevideo en trouwde er met Pilar Saavedra. Tussen 1908 en 1929 kregen ze zes kinderen. In 1910 diende Supervielle zijn thesis in onder de titel Le sentiment de la nature dans la poésie hispano-américaine.
Hij publiceerde ook een tweede dichtbundel: Comme des voiliers.
In 1912 vestigde hij zich met zijn gezin in een appartement aan de boulevard Lannes in Parijs, maar keerde ook vaak naar Uruguay terug. Van 1914 tot 1917 diende hij als vertaler bij het Ministerie van Oorlog. De vrije tijd die hij nadien had gebruikte hij om kennis te maken met de poëzie van Paul Claudel, Arthur Rimbaud, Stéphane Mallarmé, Jules Laforgue en Walt Whitman.
Na de publicatie in 1919 van zijn derde gedichtenbundel, Poèmes de l'humour triste onderhield hij contacten met André Gide en Paul Valéry, die hem in contact brachten met de Nouvelle Revue française (NRF).

In 1922 publiceerde hij een omvangrijke dichtbundel, Débarcadères, en werd hij nauw bevriend met Henri Michaux. Hij publiceerde ook zijn eerste roman, L'Homme de la pampa.
In 1925 werd hij bevriend met Rainer Maria Rilke en publiceerde hij zijn poëziebundel Gravitations, die beschouwd wordt als een van de bijzonderste poëzieteksten van de 20e eeuw.

Vanaf 1927 werd hij nauw bevriend met Jean Paulhan, die zowat de mentor werd voor de publicatie van zijn teksten.
In 1931 publiceerde hij een eerste bundeling van zijn fantastische verhalen, onder de titel L'Enfant de la haute mer, acht verhalen waarvan er vijf al eerder in tijdschriften verschenen waren. Hij publiceerde ook zijn eerste toneelwerk La Belle au bois. Hij knoopte ook vriendschap aan met René Etiemble.
De Tweede Wereldoorlog maakte dat Supervielle naar Uruguay terugkeerde, waar hij zeven jaar zou verblijven. Hem wachtte er nochtans slecht nieuws: de bank Supervielle ging failliet en Supervielle verloor veel geld. Hij kon echter literair blijven produceren, wat hem inkomsten verschafte. Een paar van zijn toneelstukken werden regelmatig opgevoerd, onder meer door bekende regisseurs, zoals Louis Jouvet. Daarnaast bleef hij vertalingen doen in het Spaans en het Frans (Guillen, Lorca, Shakespeare …) en conferenties geven over Franse hedendaagse poëzie.
In 1946 keerde hij naar Frankrijk terug als cultureel attaché bij de ambassade van Uruguay. Hij publiceerde mythologische verhalen en een autobiografisch verhaal onder de titel Boire à la source.
In 1960 werd hij verkozen tot 'Prins der dichters', maar kort daarna overleed hij. Zijn vrouw overleed in 1976. In de volgende jaren werden bij uitgeverij Gallimard de meeste van zijn dichtbundels opnieuw uitgegeven.
In 1996 verscheen in de Pleiade het volledige poëtisch oeuvre van Supervielle.
Supervielle werd aanzien als een voorloper en wegwijzer voor René Char, Henri Michaux, Saint-John Perse en Francis Ponge. Later werd hij als inspirator beschouwd door onder meer Yves Bonnefoy, Edmond Jabès, Jacques Dupin, Eugène Guillevic, Jean Grosjean, André Frénaud, André du Bouchet en Jean Follain. Hij werd bijzonder gewaardeerd door René Guy Cadou, Alain Bosquet, Lionel Ray, Claude Roy, Philippe Jaccottet en Jacques Réda.

## Publicaties
- 1901 - Brumes du Passé (gedichten)
- 1910 - Comme des voiliers (gedichten)
- 1919 - Les poèmes de l'humour triste (gedichten)
- 1922 - Débarcadères (gedichten)
- 1923 - L'Homme de la pampa (roman)
- 1925 - Gravitations (gedichten)
- 1926 - Le Voleur d'enfants (roman)
- 1928 - Le Survivant (roman)
- 1930 - Le Forçat innocent (gedichten)
- 1931 - L'Enfant de la haute mer (verhalen)
- 1932 - La Belle au bois (toneel)
- 1933 - Boire à la source (autobiografisch verhaal)
- 1934 - Les Amis inconnus (gedichten)
- 1936 - Bolivar (toneel)
- 1938 - La Fable du monde (gedichten)
- 1947 - Le Petit bois et autres contes (verhalen)
- 1948 - Robinson (toneel)
- 1949 - Shéhérazade (toneel)
- 1959 - Le Corps tragique (gedichten)